# Gewog di Gomdar
Il gewog di Gomdar è uno degli undici raggruppamenti di villaggi del distretto di Samdrup Jongkhar, nella regione Orientale, in Bhutan.